# Anemia guatemalensis
Anemia guatemalensis là một loài dương xỉ trong họ Anemiaceae. Loài này được Maxon mô tả khoa học đầu tiên năm 1909.